# Internationale Astronomische Union

Nationale Mitglieder aus 85 Ländern (Stand Mai 2023)
Mitgliedsstaaten
Staaten mit Übergangsstatus
Beobachterstaaten
Suspendierte Staaten

Die Internationale Astronomische Union (IAU; französisch Union astronomique internationale, UAI) ist eine 1919 in Brüssel gegründete weltweite Vereinigung von Astronomen mit Sitz in Paris. Als Gründungsdatum gilt der 28. Juli 1919, als sich das Exekutivkomitee der IAU erstmals traf, um Benjamin Baillaud zum ersten Präsidenten der IAU zu wählen.
Das Ziel der IAU ist die Förderung der Astronomie und ihrer Forschung durch internationale Zusammenarbeit. Sie ist neben anderen ähnlichen Organisationen für andere Wissenschaftszweige ein Mitglied des Internationalen Wissenschaftsrats, der seinen Sitz ebenfalls in Paris hat. Mit dem Stand von August 2023 hat die IAU 12.419 Einzelmitglieder aus weltweit 92 Ländern sowie 85 nationale Mitglieder, das heißt, astronomische Gesellschaften und Akademien.
Die deutschen Astronomen und astronomischen Vereinigungen werden in der IAU vom Rat Deutscher Sternwarten vertreten.

## Organisatorisches
Die nichtstaatliche Organisation richtet seit 1922 in wechselnden Ländern alle drei Jahre eine Generalversammlung aus. Ausnahmen bilden die Weltkriegsjahre 1939–1945, die Verschiebung 2021/2022 wegen der COVID-19-Pandemie sowie das Jahr 1973, in dem kurz nach der regulären in Sydney eine zusätzliche, außerplanmäßige Generalversammlung in Warschau abgehalten wurde, auf polnisches Verlangen anlässlich des bevorstehenden 500. Geburtstags von Nikolaus Kopernikus. Der Zusatztermin wurde ab 1967 vom deutschen Präsidenten der IAU, Otto Heckmann, unter dem Eindruck deutscher Kriegstaten im besetzten Polen gegen den Widerstand vieler Astronomen durchgesetzt.
Auf der Generalversammlung werden neue astronomische Entdeckungen diskutiert und nötige Kooperationen und Standardisierungen behandelt. So werden Fragen der Nomenklatur geklärt, wie die Namensgebung von Sternen, Planeten, Planetoiden und anderen Himmelskörpern sowie von Oberflächenmerkmalen, wie zum Beispiel von Bergen und Kratern.
| Nr. | Name der Kommission                                                |
| --- | ------------------------------------------------------------------ |
| 04  | Ephemeriden                                                        |
| 05  | Dokumentation und astronomische Daten                              |
| 06  | Astronomische Telegramme                                           |
| 07  | Himmelsmechanik und dynamische Astronomie                          |
| 08  | Astrometrie                                                        |
| 09  | Astronomische Techniken und Instrumente                            |
| 10  | Sonnenaktivität                                                    |
| 12  | Strahlung und Aufbau der Sonnenatmosphäre                          |
| 14  | Atom- und Moleküldaten                                             |
| 15  | Physikalisches Studium der Kometen und kleinen Planeten            |
| 16  | Physikalisches Studium der Planeten und Satelliten                 |
| 19  | Erdrotation                                                        |
| 20  | Positionen und Bewegungen kleiner Planeten, Kometen und Satelliten |
| 21  | Nachthimmelslicht                                                  |
| 22  | Meteore, Meteoriten und interplanetarer Staub                      |
| 25  | Sternfotometrie und -polarimetrie                                  |
| 26  | Doppel- und Mehrfachsterne                                         |
| 27  | Veränderliche Sterne                                               |
| 28  | Galaxien                                                           |
| 29  | Sternspektren                                                      |
| 30  | Radialgeschwindigkeit                                              |
| 31  | Zeit                                                               |
| 33  | Aufbau und Dynamik des galaktischen Systems                        |
| 34  | Interstellare Materie                                              |
| 35  | Sternaufbau                                                        |
| 36  | Theorie der Sternatmosphären                                       |
| 37  | Sternhaufen und Assoziationen                                      |
| 40  | Radioastronomie                                                    |
| 41  | Geschichte der Astronomie                                          |
| 42  | Enge Doppelsterne                                                  |
| 44  | Weltraum und Hochenergieastrophysik                                |
| 45  | Sternklassifikation                                                |
| 46  | Astronomieausbildung                                               |
| 47  | Kosmologie                                                         |
| 49  | Interplanetares Plasma und Heliosphäre                             |
| 50  | Schutz der existierenden und potentiellen Sternwartenstandorte     |
| 51  | Bioastronomie: Suche nach außerirdischem Leben                     |

Etwa 37 Kommissionen der IAU sind für verschiedene Sachgebiete und für die Planung und Durchführung von Forschungsprogrammen auf übernationaler Ebene zuständig. Daneben gibt es auch noch verschiedene Arbeitsgruppen, wie die für die Nomenklatur des Planetensystems (WGPSN: Working Group for Planetary System Nomenclature).
Die IAU trägt die Schirmherrschaft über zahlreiche internationale astronomische Tagungen wie speziellen Symposien und Kolloquien sowie über das Kleinplaneten-Zentrum und das Zentralbüro für astronomische Telegramme am Smithsonian Astrophysical Observatory in Cambridge (Massachusetts), das den zentralen Nachrichtendienst wahrnimmt. Darüber hinaus fördert die IAU auch die Astronomie in Entwicklungsländern.

## Historisches
Eines der ersten internationalen astronomischen Projekte war die ab 1887 der Sternortbestimmung dienende Organisation der Carte du Ciel, initiiert vom Direktor des Pariser Observatoriums Ernest Mouchez. Es folgten die „Internationale Union zur Erforschung der Sonne“ (International Union for Cooperation in Solar Research) 1904 und der „Internationale Kongress der Astronomischen Ephemeriden“ (International Congress of Astronomical Ephemerides) 1911.
Nach dem Krieg (1914–1918) bildete sich auf Anregung des Astronomen und „Internationalisten“ George Ellery Hale ein internationales Wissenschaftskomitee, das in dieser Situation die Neuordnung des Wissenschaftsbetriebs zum Ziel hatte. Dieses Komitee hatte unter dem Namen International Research Council („Internationaler Forschungsrat“), IRC, seine konstituierende Versammlung in Brüssel am 18. bis 28. Juli 1919. Als Mitglieder waren nur Staaten, nicht Einzelpersonen zugelassen. Die Staaten der Mittelmächte (Deutschland und seine Verbündeten im Ersten Weltkrieg) wurden dabei explizit ausgeschlossen, neutral gebliebene Staaten sollten vorher überprüft werden. Das Exekutivkomitee des IRC spielte eine zentrale Rolle bei der Validierung der Bildung verschiedener Wissenschaftsorganisationen, unter anderem der IAU, die bei Ende der Versammlung aus der Taufe gehoben wurde. Auch die IAU schloss die ehemaligen Mittelmächte von der Mitgliedschaft aus.
| Jahr und Ort der Generalversammlungen | Jahr und Ort der Generalversammlungen | Jahr und Ort der Generalversammlungen |
| ------------------------------------- | ------------------------------------- | ------------------------------------- |
| 32.                                   | 2024                                  | Kapstadt, Südafrika                   |
| 31.                                   | 2022                                  | Busan, Südkorea                       |
| 30.                                   | 2018                                  | Wien, Österreich                      |
| 29.                                   | 2015                                  | Honolulu, Vereinigte Staaten          |
| 28.                                   | 2012                                  | Peking, Volksrepublik China           |
| 27.                                   | 2009                                  | Rio de Janeiro, Brasilien             |
| 26.                                   | 2006                                  | Prag, Tschechien                      |
| 25.                                   | 2003                                  | Sydney, Australien                    |
| 24.                                   | 2000                                  | Manchester, England                   |
| 23.                                   | 1997                                  | Kyōto, Japan                          |
| 22.                                   | 1994                                  | Den Haag, Niederlande                 |
| 21.                                   | 1991                                  | Buenos Aires, Argentinien             |
| 20.                                   | 1988                                  | Baltimore, Vereinigte Staaten         |
| 19.                                   | 1985                                  | Neu-Delhi, Indien                     |
| 18.                                   | 1982                                  | Patras, Griechenland                  |
| 17.                                   | 1979                                  | Montreal, Kanada                      |
| 16.                                   | 1976                                  | Grenoble, Frankreich                  |
| 15.                                   | 1973                                  | Sydney, Australien                    |
| 14.                                   | 1970                                  | Brighton, England                     |
| 13.                                   | 1967                                  | Prag, Tschechoslowakei                |
| 12.                                   | 1964                                  | Hamburg, BR Deutschland               |
| 11.                                   | 1961                                  | Berkeley, Vereinigte Staaten          |
| 10.                                   | 1958                                  | Moskau, Sowjetunion                   |
| 09.                                   | 1955                                  | Dublin, Irland                        |
| 08.                                   | 1952                                  | Rom, Italien                          |
| 07.                                   | 1948                                  | Zürich, Schweiz                       |
| 06.                                   | 1938                                  | Stockholm, Schweden                   |
| 05.                                   | 1935                                  | Paris, Frankreich                     |
| 04.                                   | 1932                                  | Cambridge, Vereinigte Staaten         |
| 03.                                   | 1928                                  | Leiden, Niederlande                   |
| 02.                                   | 1925                                  | Cambridge, England                    |
| 01.                                   | 1922                                  | Rom, Italien                          |

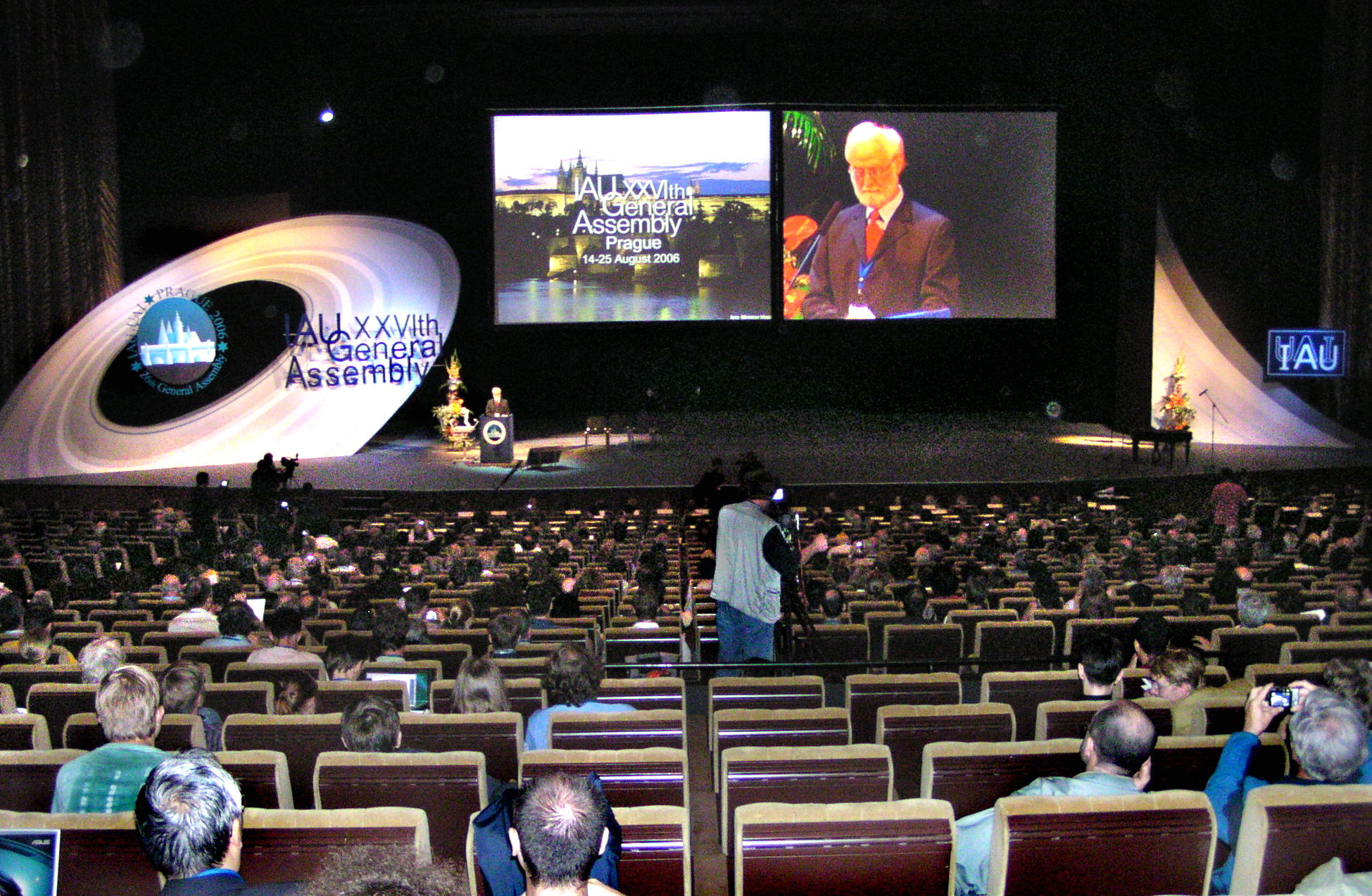
Eröffnungszeremonie der 26. Generalversammlung 2006 in Prag

1922 in Rom legte die IAU die heutige Anzahl von 88 Sternbildern fest. 1925 im englischen Cambridge erhielt der belgische Astronom Eugène Delporte von ihr den Auftrag, die genauen Grenzen der Sternbilder zu ziehen. 1928 in Leiden wurden diese Grenzen von ihr genehmigt, außerdem wurde die Benennung von 412 Mondkratern beschlossen.
Auf der Generalversammlung des Jahres 2006 in Prag erregte die Neudefinition der Planeten des Sonnensystems besonders große öffentliche Aufmerksamkeit;
sie führte dazu, dass Pluto nicht mehr als Planet betrachtet wird.
Die 30. IAU-Generalversammlung fand vom 20. bis 31. August 2018 in Wien (Österreich) statt. Veranstalter war die Wiener Universitätssternwarte. In den zwei Wochen dieser Tagung, zu der rund 3000 Teilnehmer kamen, fanden parallel 7 große Symposien und 15 kleinere Tagungen (Focus Meetings) statt. Zusätzlich gab es Treffen der 9 Abteilungen (Divisions) der IAU.
Die 31. IAU-Generalversammlung in Busan, Südkorea, wurde wegen der COVID-19-Pandemie von August 2021 auf August 2022 verschoben.